# Verfassungsgerichtshof des Landes Berlin

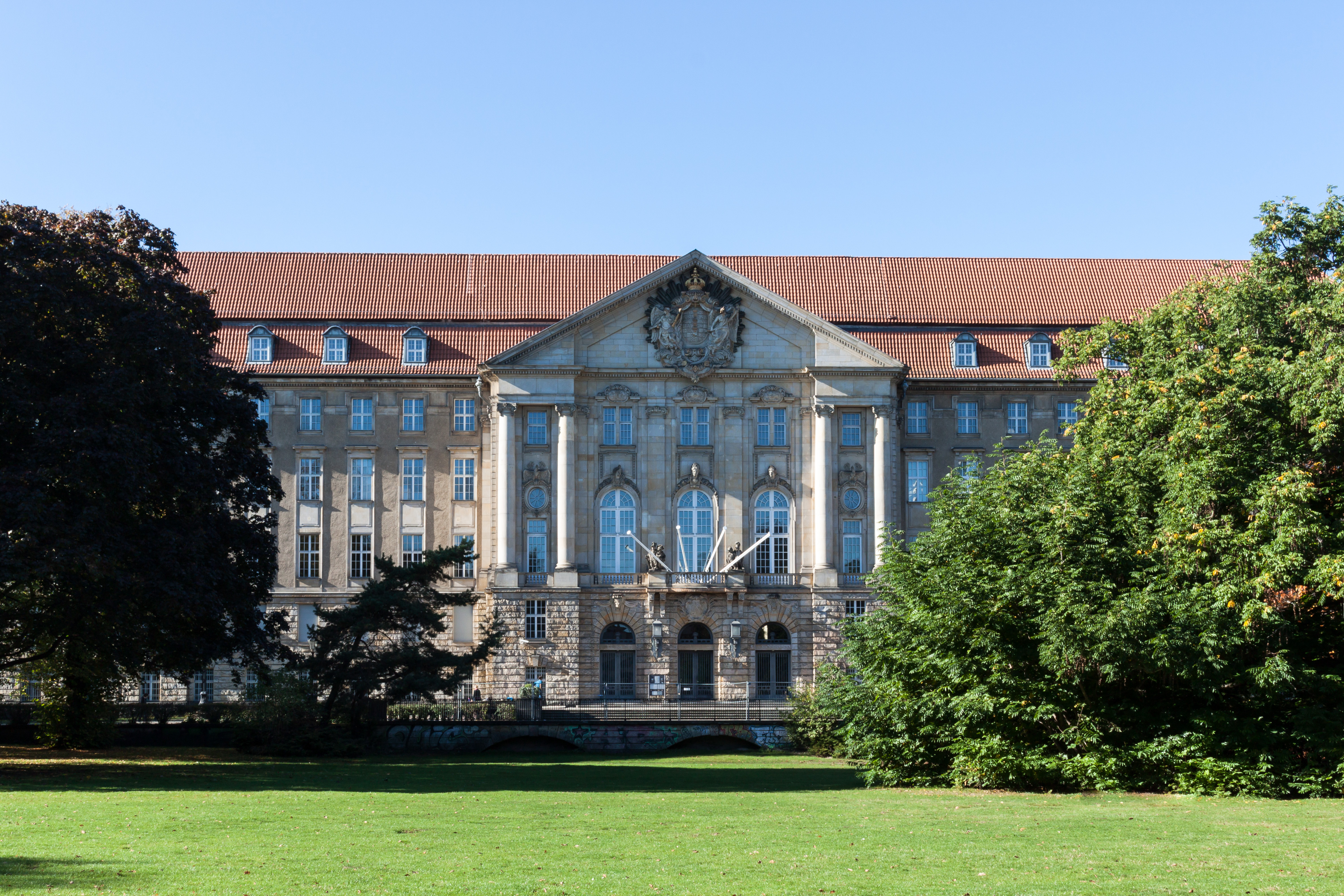
Verfassungsgerichtshof des Landes Berlin im Gebäude des Kammergerichts

Der Verfassungsgerichtshof des Landes Berlin ist das Landesverfassungsgericht von Berlin. Es hat seinen Sitz im Gebäude des Kammergerichts am Heinrich-von-Kleist-Park im Ortsteil Schöneberg. Präsidentin ist seit 2019 Ludgera Selting. 

## Zuständigkeiten
Zuständigkeit und Aufgaben des Verfassungsgerichtshofs sind in Artikel 84 der Verfassung von Berlin (VvB), sowie im Gesetz über den Verfassungsgerichtshof von Berlin (VerfGHG) geregelt. Der Verfassungsgerichtshof ist zuständig für die Entscheidung über
- Organstreitverfahren
- abstrakte und konkrete Normenkontrollen
- Verfassungsbeschwerden
- Meinungsverschiedenheiten oder Zweifel über die Vereinbarkeit der im Gesetz geregelten Abgrenzung der Zuständigkeitsbereiche zwischen der Hauptverwaltung und den Bezirken mit der Verfassung von Berlin
- Wahlprüfungen
- Einsprüche nach § 41 des Gesetzes über Volksinitiative, Volksbegehren und Volksentscheid
- die Mitgliedschaft im Richterwahlausschuss

## Zusammensetzung
Der Präsident und die acht weiteren Mitglieder des Gerichts werden vom Berliner Abgeordnetenhaus mit Zweidrittelmehrheit für die Dauer von sieben Jahren gewählt. Drei Mitglieder müssen Berufsrichter sein, drei weitere Mitglieder müssen die Befähigung zum Richteramt haben. Zudem ist festgelegt, dass Frauen und Männer jeweils mindestens drei Verfassungsrichter stellen müssen. Die Wiederwahl der Verfassungsrichter ist nicht zulässig.
| Name              | Funktion      | gewählt bis | zugleich auch                                                                              |
| ----------------- | ------------- | ----------- | ------------------------------------------------------------------------------------------ |
| Ludgera Selting   | Präsidentin   | 2026        | Vizepräsidentin des Landgerichts Berlin                                                    |
| Björn Retzlaff    | Vizepräsident | 2031        | Vorsitzender Richter am Kammergericht                                                      |
| Christian Burholt | Richter       | 2026        | Rechtsanwalt                                                                               |
| Ulrike Lembke     | Richterin     | 2027        | freie Rechtswissenschaftlerin; ehemalige Hochschullehrerin, Humboldt-Universität zu Berlin |
| Lucy Chebout      | Richterin     | 2031        | Rechtsanwältin                                                                             |
| Juliane Pätzold   | Richterin     | 2031        | Vorsitzende Richterin am Verwaltungsgericht Berlin                                         |
| Florian Rödl      | Richter       | 2031        | Hochschullehrer, Freie Universität Berlin                                                  |
| Florian Schärdel  | Richter       | 2031        | Richter am Amtsgericht Schöneberg                                                          |
| Rosanna Sieveking | Richterin     | 2031        | Richterin am Bundesverwaltungsgericht                                                      |

## Geschichte
Die Verfassung von Berlin vom 1. September 1950 enthielt bereits in ihrem Artikel 72 den Auftrag zur Bildung eines Verfassungsgerichtshofes. Aufgrund der politischen und rechtlichen Sonderstellung des Landes Berlin kam es jedoch trotz mehrfacher politischer Initiativen bis zur deutschen Wiedervereinigung nicht zur Konstituierung eines solchen Gerichts. Auch von der Möglichkeit des Art. 99 Grundgesetz (GG), dem Bundesverfassungsgericht die Zuständigkeit über landesverfassungsrechtliche Streitigkeiten zuzuweisen, wurde kein Gebrauch gemacht.
Das Abgeordnetenhaus von Berlin verabschiedete am 8. November 1990 das Gesetz über den Verfassungsgerichtshof von Berlin. Noch vor der ersten Wahl der Verfassungsrichter musste das Gesetz aber bereits novelliert werden. Die Ursache hierfür bildete vor allem die Regelung zur Aufwandsentschädigung der Richter. Sie sollte jener der Abgeordneten entsprechen, für den Präsidenten und den Vizepräsidenten des Verfassungsgerichtshofes waren noch höhere Sätze vorgesehen. Damit wären die Aufwandsentschädigungen der Berliner Verfassungsrichter bei Weitem höher ausgefallen als die der Mitglieder anderer Landesverfassungsgerichte, was in der Öffentlichkeit auf harsche Kritik stieß. Diese Regelung wurde daher ebenso überarbeitet wie die Vorschrift zum Mehrheitserfordernis bei der Wahl der Verfassungsrichter, für die ursprünglich eine Dreiviertelmehrheit der Abstimmenden vorgesehen war. Im Rahmen der Novellierung wurde die erforderliche Mehrheit auf zwei Drittel der Abstimmenden abgesenkt.
Die Konstituierung des Verfassungsgerichtshofs verzögerte sich auch deshalb, weil den ersten Richterwahlen ein monatelanger Streit zwischen den im Abgeordnetenhaus vertretenen Fraktionen um die Frage vorausging, wer wie viele Kandidaten vorschlagen dürfe. Die damalige Regierungskoalition aus CDU und SPD wäre seinerzeit in der Lage gewesen, die Vorschlagsliste allein zu erstellen, da sie mehr als zwei Drittel der Mandate auf sich vereinigen konnte. Letztendlich kam man aber mit der Opposition überein, je einen Vorschlag der Liberalen und der Grünen mit aufzunehmen; lediglich die PDS ging leer aus.
Im Mai 1992 konnte der Verfassungsgerichtshof schließlich seine Arbeit aufnehmen. Der erste Präsident des Verfassungsgerichtshofs wurde Klaus Finkelnburg, Vizepräsident wurde Ehrhart Körting. Weitere Verfassungsrichter wurden 1992 unter anderem Hans-Joachim Driehaus, Klaus Eschen und Philip Kunig.
Für kontroverse Debatten sowohl in der Öffentlichkeit als auch in der Rechtswissenschaft sorgte die Entscheidung, dass eine Strafverfolgung des ehemaligen Staatsratsvorsitzenden der DDR, Erich Honecker, aufgrund seines Gesundheitszustandes mit der Menschenwürde aus Art. 1 GG unvereinbar sei.
Von 2007 bis 2012 stand erstmals eine Frau an der Spitze des Gerichts, Margret Diwell.
Präsidentin seit 2019 ist Ludgera Selting.

### Präsidenten
- Klaus Finkelnburg (1992–2000)
- Helge Sodan (2000–2007)
- Margret Diwell (2007–2012)
- Sabine Schudoma (2012–2019)
- Ludgera Selting (seit 2019, Amtszeit bis 2026)[4]

### Vizepräsidenten
- Ehrhart Körting (1992–1997)
- Ulrich Storost (1997–2004)
- Margret Diwell (2004–2007)
- Michael Hund (2007–2014)
- Robert Seegmüller (2014–2024)
- Björn Retzlaff (seit 2024)